# Claudia Doumit
Claudia Doumit, née le 2 mai 1992 à Sydney (Nouvelle-Galles du Sud, Australie), est une actrice australienne. Elle est également la voix de Farah Karim sur la série de jeu vidéo Modern Warfare de la franchise Call of Duty.

## Biographie
Claudia Doumit est née le 2 mai 1992 à Sydney (Nouvelle-Galles du Sud), Australie.
Elle est la fille de Morrie Doumit et de Mary Zavaglia, experte en beauté pour des célébrités. Elle a un frère, James Doumit.

### Vie privée
Depuis 2022, elle est en couple avec Jack Quaid, rencontré sur le tournage de The Boys.

## Filmographie

### Cinéma

#### Longs métrages
- 2016 : Losing in Love de Martin Papazian : Joey[1]
- 2017 : Anything de Timothy McNeil : April
- 2018 : Les Potes (Dude) d'Olivia Milch : Jessica
- 2019 : Bernadette a disparu (Where'd You Go, Bernadette) de Richard Linklater : Iris
- 2019 : Up There de Michael Blaustein et Daniel Weingarten : Tina
- 2026 : SOULM8TE de Kate Dolan

### Télévision

#### Séries télévisées
- 2014 : Faking It : Ivy
- 2014 - 2016 : Scandal : Aide
- 2015 : Mike and Molly : Freedom
- 2015 : New Girl : Une fille au bar
- 2016 : How to Be a Vampire : Une fêtarde
- 2016 - 2018 : Timeless : Jiya [2]
- 2017 : Supergirl : Beth Breen
- 2020 - 2024 : The Boys : Victoria Neuman
- 2023 : Gen V : Victoria Neuman

### Jeux vidéo
- 2015 : Disney Infinity 3.0 [3]
- 2019 : Call of Duty: Modern Warfare: Farah[4]
- 2022 : Call of Duty: Modern Warfare II : Farah KARIM
- 2023 : Call of Duty: Modern Warfare III : Farah Karim